# Ditlev Brockdorff (officer)
 Der er flere personer med dette navn, se Ditlev Brockdorff.
Ditlev Brockdorff (født 1655, død 1737) var en dansk officer, bror til Schack Brockdorff.
Han var en søn af den holsten-gottorpske oberst og amtmand Heinrich Brockdorff (de) og Mette Rumohr. Han tog rimeligvis som ung mand del i den Skånske Krig; thi ved fredens slutning 1679 var han major ved 2. fynske nationale rytterregiment, der samme år fik navn af 3. sjællandske. 1683 blev han oberstløjtnant og fik tilbud om et kompagni ved Hestgarden, hvilket han dog ikke tog imod; derimod blev han 1688 ansat ved 3. jyske nationale rytterregiment som major og kompagnichef og avancerede ved denne afdeling, til han som oberst blev dens chef 1692. Han deltog som sådan fra 1701 i de danske hjælpetroppers kampe i Flandern og blev 1703 brigader. I året 1709 blev Brockdorff kaldt hjem til Danmark, udnævnt til generalmajor og ansat som generalinspektør over rytteriet og dragonerne i Danmark og Holsten. Efter at være blevet udnævnt til brigader 1701 og til generalmajor 1705 deltog han som brigadechef i Den Store Nordiske Krig i Skåne, men hans forhold under denne er blevet meget forskellig bedømt. Overgeneralen Christian Ditlev Reventlow, der var hans nære slægtning, forlangte ham i hvert tilfælde fjernet fra Hæren, fordi han og nogle af de andre generaler havde en slet indflydelse på denne; dette skete dog ikke, og Brockdorff deltog i det ulykkelige slag ved Helsingborg 1710.
Til dels ved sit giftermål med Sophie Dorothea Levetzau, der var en datter af generalløjtnant Hans Friedrich Levetzau og Lucie Emerence Brockdorff, havde han erhvervet sig store godser, og han har således været besidder af Store Grundet, Hvolgård og Estrupgård. Han døde 1737 og er begravet i Øster Snede Kirke i Jylland.